# Kloster Kniebis

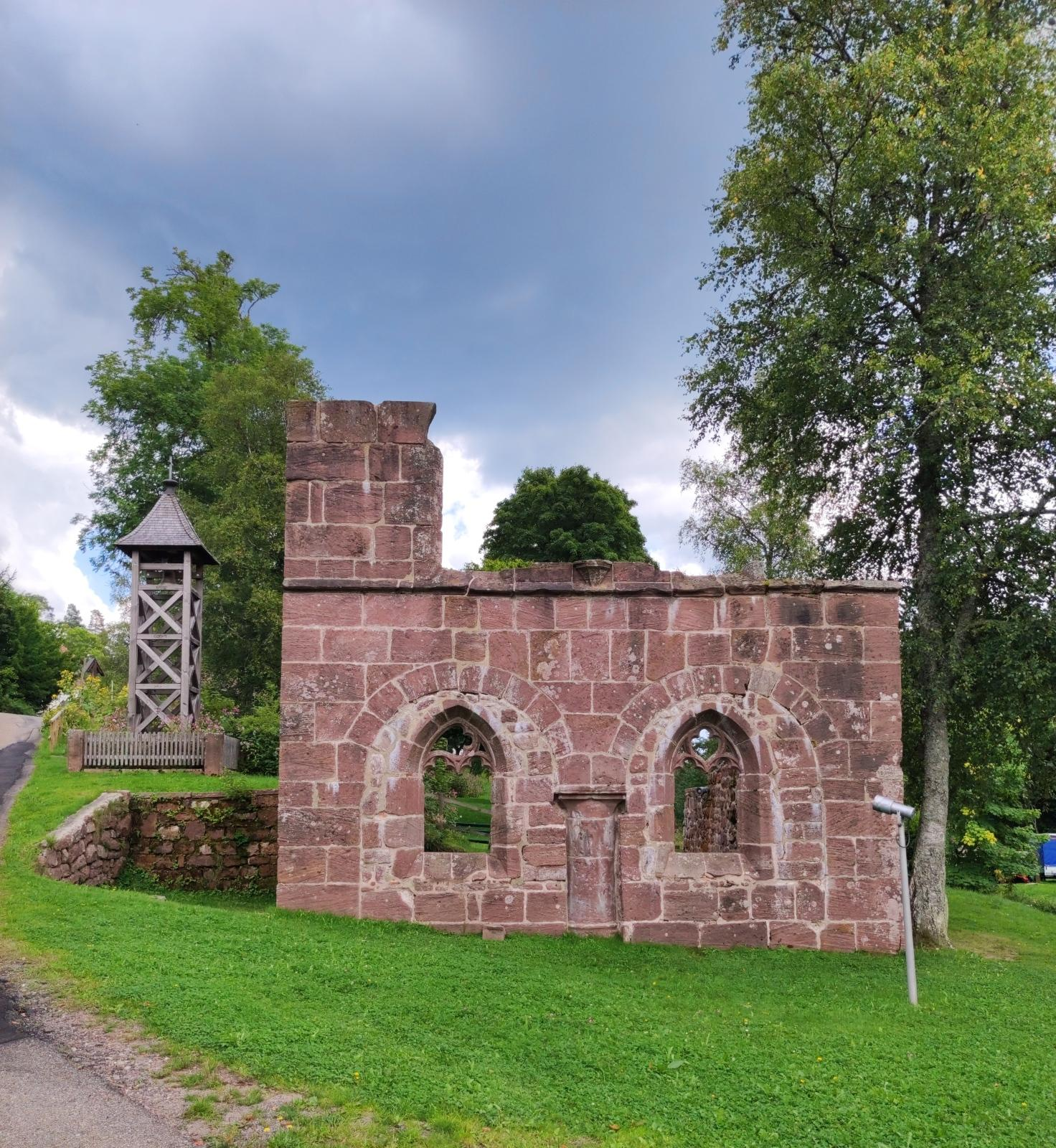
Ruine des Klosters (2023)

Das Kloster Kniebis in Kniebis im Schwarzwald bestand von 1277 bis 1535. Zuerst eine Gemeinschaft von Franziskaner-Terziaren, wurde es 1341 ein Priorat des Benediktiner-Klosters Alpirsbach.
Das Kloster entstand aus einer 1267 erstmals erwähnten Kapelle an der Passhöhe des Handelswegs zwischen Ulm und Straßburg. Die von Franziskanern betreute Kapelle wurde 1278 von Heinrich von Fürstenberg dem Konvent übereignet. 1341 unterstellte sich der Konvent dem Kloster Alpirsbach. 1463 sowie 1513 zerstörten Brände das Kloster. Herzog Ulrich von Württemberg hob das Kloster in der Reformation auf.